# Saint-Germain-sur-Avre
Saint-Germain-sur-Avre ist eine französische Gemeinde mit 1.188 Einwohnern (Stand: 1. Januar 2022) im Département Eure in der Region Normandie. Sie gehört zum Arrondissement Évreux und zum Kanton Verneuil d’Avre et d’Iton. Die Einwohner werden Saint-Germinois und Saint-Germinoises genannt.

## Geographie
Saint-Germain-sur-Avre liegt etwa 30 Kilometer südsüdöstlich von Évreux an der Avre. Umgeben wird Saint-Germain-sur-Avre von den Nachbargemeinden Courdemanche im Norden, Mesnil-sur-l’Estrée im Osten, Vert-en-Drouais im Südosten, Saint-Rémy-sur-Avre im Süden und Südwesten sowie La Madeleine-de-Nonancourt im Westen und Nordwesten.

## Bevölkerungsentwicklung
| Jahr                       | 1962 | 1968 | 1975 | 1982 | 1990 | 1999 | 2008 | 2020 |
| Einwohner                  | 381  | 336  | 464  | 665  | 1026 | 1128 | 1217 | 1179 |
| Quellen: Cassini und INSEE |      |      |      |      |      |      |      |      |

## Kultur und Sehenswürdigkeiten
- Kirche Saint-Germain-d’Auxerre aus dem 14. Jahrhundert
- Mühle